# Nam Cheong (stacja MTR)
Nam Cheong (chiński: 南昌) – jedna ze stacji MTR, systemu szybkiej kolei w Hongkongu, na Tuen Ma Line i Tung Chung Line. Została otwarta 16 grudnia 2003. 
Znajduje się obok West Kowloon Highway, w dzielnicy Sham Shui Po, w Nowych Terytoriach.